# Alfonso zu Hohenlohe-Langenburg
Alfonso Maximiliano Victorio Eugenio Alejandro María Pablo de la Santísima Trinidad y todos los Santos Prinz zu Hohenlohe-Langenburg (* 28. Mai 1924 in Madrid; † 21. Dezember 2003 in Marbella) war ein spanisches Mitglied des internationalen Jetsets und 1954 Gründer des berühmten Marbella Club. Später hatte er zeitweise die Verkaufskonzession für Volkswagen in Mexiko und Volvo in Spanien. Im späteren Leben war er als Weinproduzent aktiv.

## Familie
Geboren wurde er am 28. Mai 1924 in Madrid als zweites von sechs Kindern des Prinzen Max Egon zu Hohenlohe-Langenburg (1897–1968), der ein Abkömmling des Fürstenhauses Hohenlohe aus der Linie Hohenlohe-Langenburg, und zwar aus deren katholisch gewordenem böhmischem Seitenzweig war. Der Vater war bis 1947 Besitzer von Schloss Rothenhaus und der zugehörigen großen Grundherrschaft in Nordböhmen und hatte unter der deutschen Besatzung im Protektorat zu vermitteln versucht. Die Mutter war Doña María de la Piedad de Yturbe y Scholtz-Hermensdorff, Marquesa de Belvis de las Navas (1892–1990) und entstammte einem in Mexiko lebenden Zweig der spanisch-baskischen Adelsfamilie Yturbe; ihr Vater war mexikanischer Botschafter, der Großvater Finanzminister Mexikos. Max von Hohenlohe war ein Bruder von Alfonso, der nach seinem Taufpaten König Alfons XIII. von Spanien benannt war. Alfonso besaß die mexikanische Staatsangehörigkeit, ebenso die liechtensteinische, die sein Vater 1922 angenommen hatte.
Er heiratete in erster Ehe im September 1955 die 15-jährige Österreicherin Ira (Prinzessin zu) Fürstenberg in Venedig. Aus dieser Verbindung, die nach fünf Jahren geschieden und kirchenrechtlich annulliert wurde, gingen zwei Söhne hervor: Christoph Prinz zu Hohenlohe-Langenburg (1956–2006), genannt „Kiko“, der mit 49 Jahren in Thailand nach einer Verhaftung im Lardyao starb, und der Sänger und Skirennfahrer Hubertus von Hohenlohe (* 1959). In zweiter Ehe war Alfonso von 1973 bis 1985 mit der vormaligen englischen Schauspielerin Jacqueline Lane (* 1937; bekannt unter dem Namen Jocelyn Lane) verheiratet. Aus der Ehe ging 1975 die Tochter Arriana hervor. Ab 1991 war er in dritter Ehe mit der Amerikanerin Marilys Healing (1941–2000) verheiratet. Alfonso zu Hohenlohe-Langenburg hatte eine 1980 geborene Tochter Desirée aus einer Beziehung mit der Schauspielerin Heidi Balzar. Auch sie führte bis zu ihrer Heirat den väterlichen Namen zu Hohenlohe-Langenburg.

## Leben und Karriere
Hohenlohe wuchs in Böhmen und Spanien auf, wurde von Privatlehrern unterrichtet und sprach fließend Deutsch, Spanisch, Französisch und Englisch. 1947, nachdem die böhmischen Besitzungen in der kommunistischen Tschechoslowakischen Republik enteignet worden waren, entdeckte er bei einer Reise an der spanischen Küste das idyllische Fischerdorf Marbella, kaufte dort Land, das er aufteilte und als Baugrundstücke an reiche Bekannte verkaufte, darunter Rothschilds, Thyssens und Ferdinand von Bismarck. 1954 gründete er den Marbella Club samt Clubhotel und Golfplatz, der bald zahlreiche Prominente anzog. Am 3. August 1954 überlebte er in Preston (Connecticut) einen Flugzeugabsturz.
Seine Heirat 1955 mit Prinzessin Ira zu Fürstenberg galt wegen deren Alter (sie war erst 15) zunächst als skandalös, wurde dann aber mit päpstlichem Dispens in einem 16-tägigen Hochzeitsmarathon mit 400 Gästen gefeiert und Gegenstand internationaler Berichterstattung. Ira gehört über ihre Mutter zur Familie Agnelli, den Hauptaktionären des Automobilkonzerns Fiat. 1960 lernte sie den brasilianischen Stahlunternehmer und Playboy Francisco Pignatari (1916–1977) kennen, ließ sich scheiden und heiratete ihn im folgenden Jahr. Es kam dabei zu einem spektakulären Streit mit Alfonso um die beiden Söhne, samt Entführung und gerichtlichen Auseinandersetzungen.
Erst als entschieden wurde, dass die Kinder bei Alfonso bleiben durften, zog dieser die Anzeige wegen Ehebruchs gegen Ira zurück. Doch Alfonso widersetzte sich dem vom Gericht angeordneten geteilten Sorgerecht. Daraufhin schickte Ira erfolglos Privatdetektive los, um die Kinder zu sich zu holen. Erst nach ihrer Scheidung von Pignatari 1964 erlaubte ihr Alfonso, die Kinder wieder zu besuchen.
Er selbst hatte anschließend Beziehungen mit den amerikanischen Filmschauspielerinnen Ava Gardner und Kim Novak, worüber Boulevardzeitungen ebenfalls breit berichteten, bis er 1973 seine zweite Ehe mit der Schauspielerin Jocelyn Lane schloss.
In den 1990er Jahren löste der umstrittene und korrupte Bürgermeister Jesús Gil in Marbella einen Bau- und Investitionsboom aus, der auch wegen massiver Umgehung von Umweltschutzbestimmungen heftige Kontroversen auslöste. Da außerdem der Ort zunehmend zum Ferienziel arabischer Waffenschmuggler und russischer Mafiosi wurde, verkaufte Hohenlohe seine Anteile am Club und zog nach Ronda, wo er mit seiner dritten Frau Wein produzierte. Drei Jahre nach ihrem Suizid starb er an Krebs.
Im Nachruf der New York Times wurde er als King of Clubs bezeichnet, da er auch am Persischen Golf, auf den Bahamas, auf den Philippinen, in Mexiko und in Miami Ableger des Marbella Clubs für den Jet-Set gegründet hatte.

## Statistik
Einzelergebnisse in der Sportwagen-Weltmeisterschaft
| Saison | Team                            | Rennwagen | 1   | 2   | 3   | 4   | 5   | 6   |
| ------ | ------------------------------- | --------- | --- | --- | --- | --- | --- | --- |
| 1954   | Alfonso zu Hohenlohe-Langenburg | VW Käfer  | BUA | SEB | MIM | LEM | RTT | CAP |
| 1954   | Alfonso zu Hohenlohe-Langenburg | VW Käfer  |     |     | 78  |     |     |     |

## Veröffentlichung
- Unglaublich, aber wahr: mein bewegtes Leben. Aufgezeichnet von Carl Schmidt-Polex. Herbig Verlag, München 1997, ISBN 978-3-7766-1995-9